# 柿本人麻呂

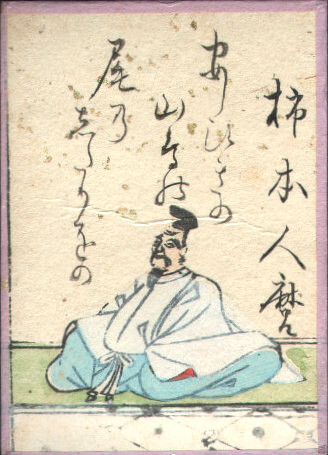
柿本人麻呂（百人一首より）

柿本 人麻呂（かきのもと の ひとまろ）は、飛鳥時代の歌人。名は「人麿」とも表記される。後世、山部赤人と共に歌聖と呼ばれ、称えられている。三十六歌仙の一人で、平安時代からは「人丸」と表記されることが多い。

## 人物

### 出自・系譜
柿本臣は、孝昭天皇後裔を称する春日臣の庶流に当たる。人麻呂の出自については不明である。生前や死没直後の史料には出自・官途についても記載がなく、確実なことは不明である。

### 経歴
彼の経歴は『続日本紀』等の史書にも記載がないことから定かではなく、『万葉集』の詠歌とそれに附随する題詞・左注などが唯一の資料である。一般には天武天皇9年（680年）には出仕していたとみられ、天武朝から歌人としての活動を始め、持統朝に花開いたとみられる。ただし、近江朝に仕えた宮女の死を悼む挽歌を詠んでいることから、近江朝にも出仕していたとする見解もある。
江戸時代、賀茂真淵によって草壁皇子に舎人として仕えたとされ、この見解は支持されることも多いが、決定的な根拠はない。複数の皇子・皇女（弓削皇子、舎人親王、新田部親王など）に歌を奉っているので、特定の皇子に仕えていたのではないかとも思われる。近時は宮廷歌人であったと目されることが多いが、宮廷歌人という職掌が持統朝にはなく、結局は不明である。ただし、確実に年代の判明している人麻呂の歌は持統天皇の即位からその崩御にほぼ重なっており、この女帝の存在が人麻呂の活動の原動力であったとみるのは不当ではないと思われる。歌道の秘伝化や人麻呂に対する尊崇・神格化が進んだ平安後期から中世、近世にかけては、『人丸秘密抄』のように持統天皇の愛人であったと記す書籍や、山部赤人と同一人物とする論も現れるが、創作や想像による俗説・伝承である。
『万葉集』巻2に讃岐で死人を嘆く歌が載り、また石見国の鴨山における辞世歌と、彼の死を哀悼する挽歌が残されているため、官人となって各地を転々とし最後に石見国で亡くなったとみられることも多い。この辞世歌については、人麻呂が自身の死を演じた歌謡劇であるとの理解や、後人の仮託であるとの見解も有力である。また、文武天皇4年（700年）に薨去した明日香皇女への挽歌が残されていることからみて、草壁皇子の薨去後も都にとどまっていたことは間違いない。藤原京時代の後半や、平城京遷都後の確実な作品が残らないことから、平城京遷都前には死去したものと思われる。

## 歌風

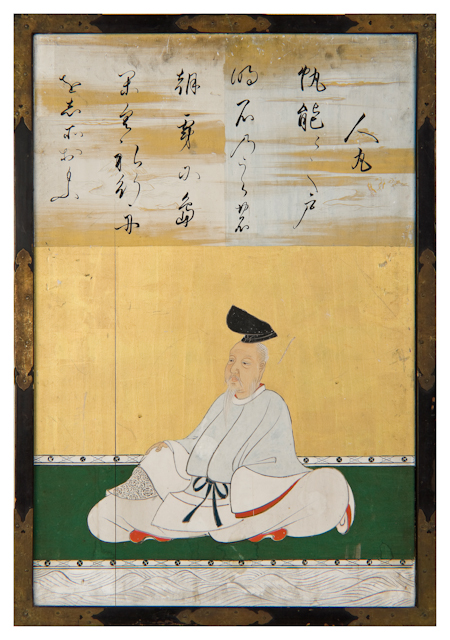
柿本人麻呂（狩野探幽『三十六歌仙額』）

彼は『万葉集』第一の歌人といわれ、長歌19首・短歌75首が掲載されている。その歌風は枕詞、序詞、押韻などを駆使して格調高い歌風である。また、「敷島の 大和の国は 言霊の 助くる国ぞ まさきくありこそ」という言霊信仰に関する歌も詠んでいる。長歌では複雑で多様な対句を用い、長歌の完成者とまで呼ばれるほどであった。また短歌では140種あまりの枕詞を使ったが、そのうち半数は人麻呂以前には見られないものである点が彼の独創性を表している。
人麻呂の歌は、讃歌と挽歌、そして恋歌に特徴がある。賛歌・挽歌については、「大君は 神にしませば」「神ながら 神さびせすと」「高照らす 日の皇子」のような天皇即神の表現などをもって高らかに賛美、事績を表現する。この天皇即神の表現については、記紀の歌謡などにもわずかながら例がないわけではないが、人麻呂の作に圧倒的に多い。また人麻呂以降には急速に衰えていく表現で、天武朝から持統朝という律令国家制定期におけるエネルギーの生み出した、時代に規制される表現であると言える。

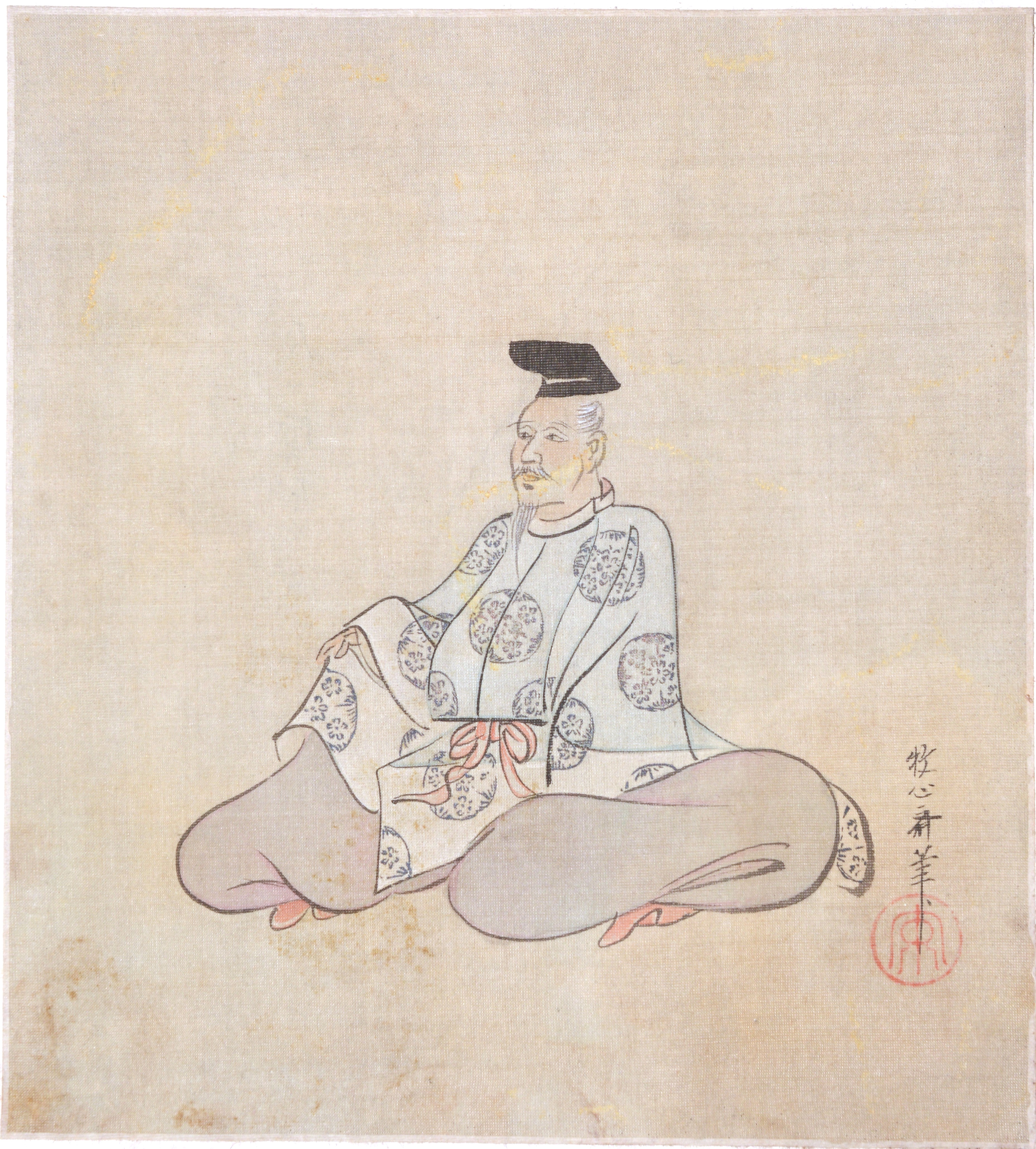
柿本人麻呂（狩野安信筆「三十六歌仙画帳」個人蔵）

恋歌に関しては、複数の女性への長歌を残しており、かつては多くの妻妾を抱えていたものと思われていた（斎藤茂吉などによる見解）。近時は恋物語を詠んだもので、人麻呂の実体験を歌にしたものではないとの理解が大勢である。ただし、人麻呂の恋歌的表現は共寝をはじめ性的な表現が少なくなく、窪田空穂が人麻呂は夫婦生活というものを重視した人であるとの旨を述べている（『万葉集評釈』）のは、歌の内容が事実・虚構であることの有無を別にして、人麻呂の表現のありかたをとらえたものである。
次の歌は枕詞、序詞を巧みに駆使しており、百人一首にも載せられている。ただし、これに類似する歌は『万葉集』巻11・2802の異伝歌であり、人麻呂作との明証はない。『拾遺和歌集』にも採られているので、平安以降の人麻呂の多くの歌がそうであるように、人麻呂に擬せられた歌であろう。
| 万葉仮名 | 足日木乃 山鳥之尾乃 四垂尾之 長永夜乎 一鴨將宿                                                                     |
| 平仮名   | あしびきの 山鳥の尾の しだり尾の ながながし夜を ひとりかも寝む                                                     |
| -------- | --- |
| 訳       | 夜になると谷を隔てて独り寂しく寝るという山鳥の長く垂れた尾のように、長い長いこの夜を、私は独り寂しく寝るのだろう。 |

また、『古今和歌集』（7首）以下の勅撰和歌集に248首が入集している。

### 代表歌
- 天離（あまざか）る 夷（ひな）の長道（ながぢ）ゆ 恋ひ来れば 明石の門（と）より 大和島見ゆ（『万葉集』巻3-255）[8]
- 東（ひむがし）の 野にかきろひの 立つ見えて かへり見すれば 月西渡（かたぶ）きぬ（『万葉集』巻1-48）[8]
- ま草刈る 荒野にはあれど 黄葉（もみぢば）の 過ぎにし君が 形見とぞ来し（『万葉集』巻1-47）
- 淡海（あふみ）の海（み） 夕波千鳥 汝（な）が鳴けば 心もしのに いにしへ思ほゆ（『万葉集』巻3-266）[8]
- ささなみの 志賀の辛崎（からさき） 幸（さき）くあれど 大宮人の 船待ちかねつ（『万葉集』巻1-30、通称「近江荒都歌」）[8]
- 石見のや 高角山の 木の間より わが振る袖を 妹見つらむか（『万葉集』巻1-132、通称「石見相聞歌」）[8]
- 鴨山の 岩根しまける 吾をかも 知らにと妹が まちつつあらむ（『万葉集』巻2-223、石見國に在りて臨死（みまか）らむとせし時、自ら傷みて作れる歌）[8]

また、愛国百人一首には「大君は神にしませば天雲の雷の上に廬（いほり）せるかも」という天皇を称えた歌が採られている。
今昔秀歌百撰で柿本人麻呂は6番で、
あしひきの山川の瀬の鳴るなへに弓月が獄に雲立ち渡る
（出典：万葉集巻七、選者：齋藤恭一(元埼玉県高校教諭））

## 人麻呂の謎

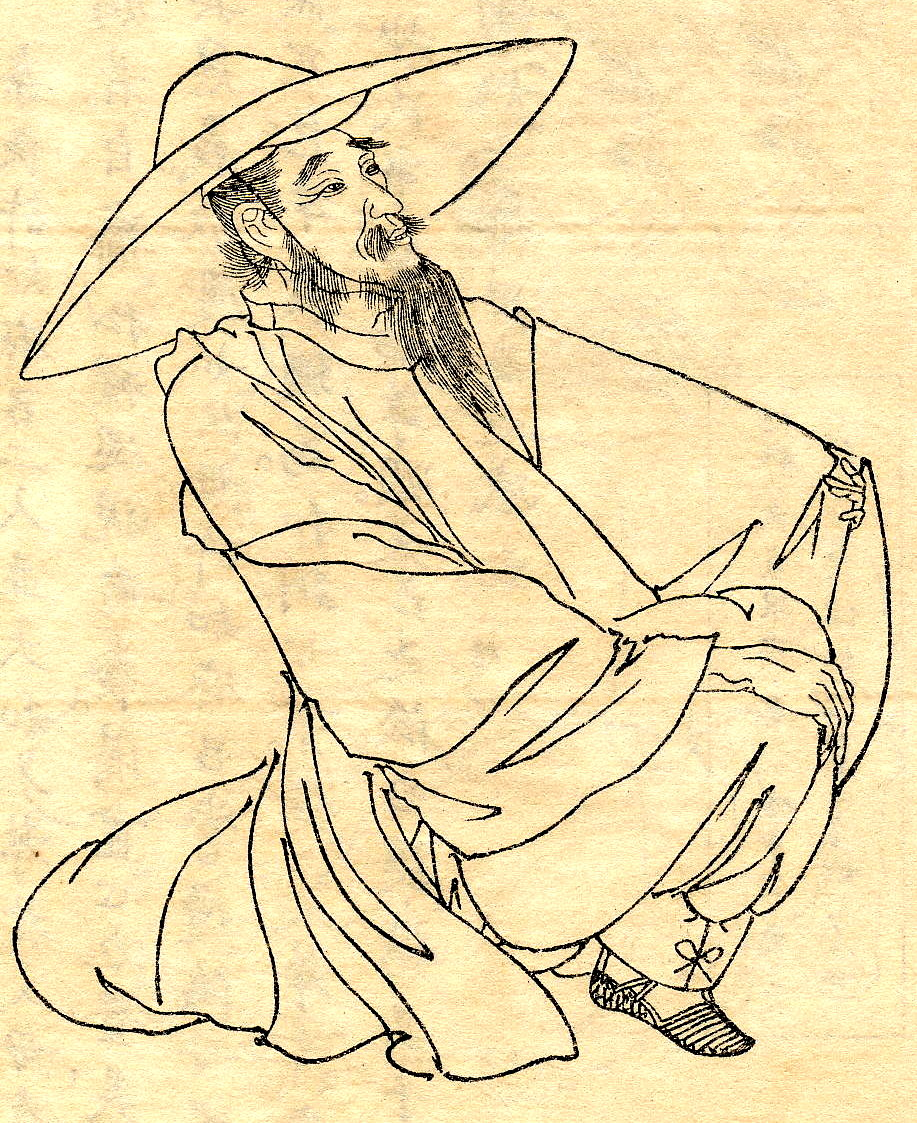
柿本人麻呂（菊池容斎『前賢故実』）

### 官位について
同時代の各種史書上に人麻呂に関する記載がなく、その生涯については謎とされていた。古くは『古今和歌集』の真名序では五位以上を示す大夫を付して「柿本大夫」と記され、仮名序に正三位である「おほきみつのくらゐ」と書かれている。また、皇室讃歌や皇子・皇女の挽歌を歌うという仕事の内容や重要性からみても、高官であったと受け取られていた。
江戸時代、契沖や賀茂真淵らが史料に基づき、以下の理由から人麻呂は六位以下の下級官吏で生涯を終えたと唱えた。以降、現在に至るまで歴史学上の通説となっている。
1. 五位以上の身分の者の事跡については、正史に記載されるはずであるが、人麻呂の名は正史に見られない。
2. 死去に関して律令には、三位以上は薨、四位と五位は卒、六位以下は死と表記することとなっていた。『万葉集』の人麻呂の死去に関する歌の詞書には「死」と記されている[注釈 6]。

### 梅原猛による異説
「人麻呂は下級官吏として生涯を送り、湯抱鴨山で没した」との従来説に対して、梅原猛は『水底の歌－柿本人麻呂論』において大胆な論考を行い、人麻呂は高官であったが政争に巻き込まれ、鴨島沖で刑死させられたとの「人麻呂流人刑死説」を唱え、話題となった。また、梅原は人麻呂と、伝説的な歌人・猿丸大夫が同一人物であった可能性を指摘した。しかし、学会において受け入れられるに至ってはいない。古代律令の律に梅原が想定するような水死刑は存在していないこと、また梅原が言うように人麻呂が高官であったのなら、それが『続日本紀』などに何一つ記されていない点などに問題があるからである。なお、この梅原説を参考にして、井沢元彦が著したデビュー作が『猿丸幻視行』である（ただし作中人物によって、益田勝実による批判が紹介されており、梅原説を肯定はしていない）。
『続日本紀』元明天皇の和銅元年（708年）4月20日の項に柿本猨（かきのもと の さる）の死亡記事がある。この人物こそが、政争に巻き込まれて皇族の怒りを買い、和気清麻呂のように変名させられた人麻呂ではないかと梅原らは唱えた。しかし当時、藤原馬養（のち宇合に改名）、高橋虫麻呂をはじめ、名に動物・虫など語を含んだ貴人が幾人もおり、「サル」という名前が蔑称であるとは言えないという指摘もある。柿本猨と人麻呂の関係については、ほぼ同時代を生きた同族という以上のことは明らかでない。益田勝実は、梅原が、人麻呂は処罰として名前を変えられ、位階も下げられたとし、死ぬまでには許されており位階ももとに戻ったため正史に記載されたとしていることから、それなら名前が猨のままなのはおかしいと指摘し、梅原はついに答えることができなかった。

## 旧跡

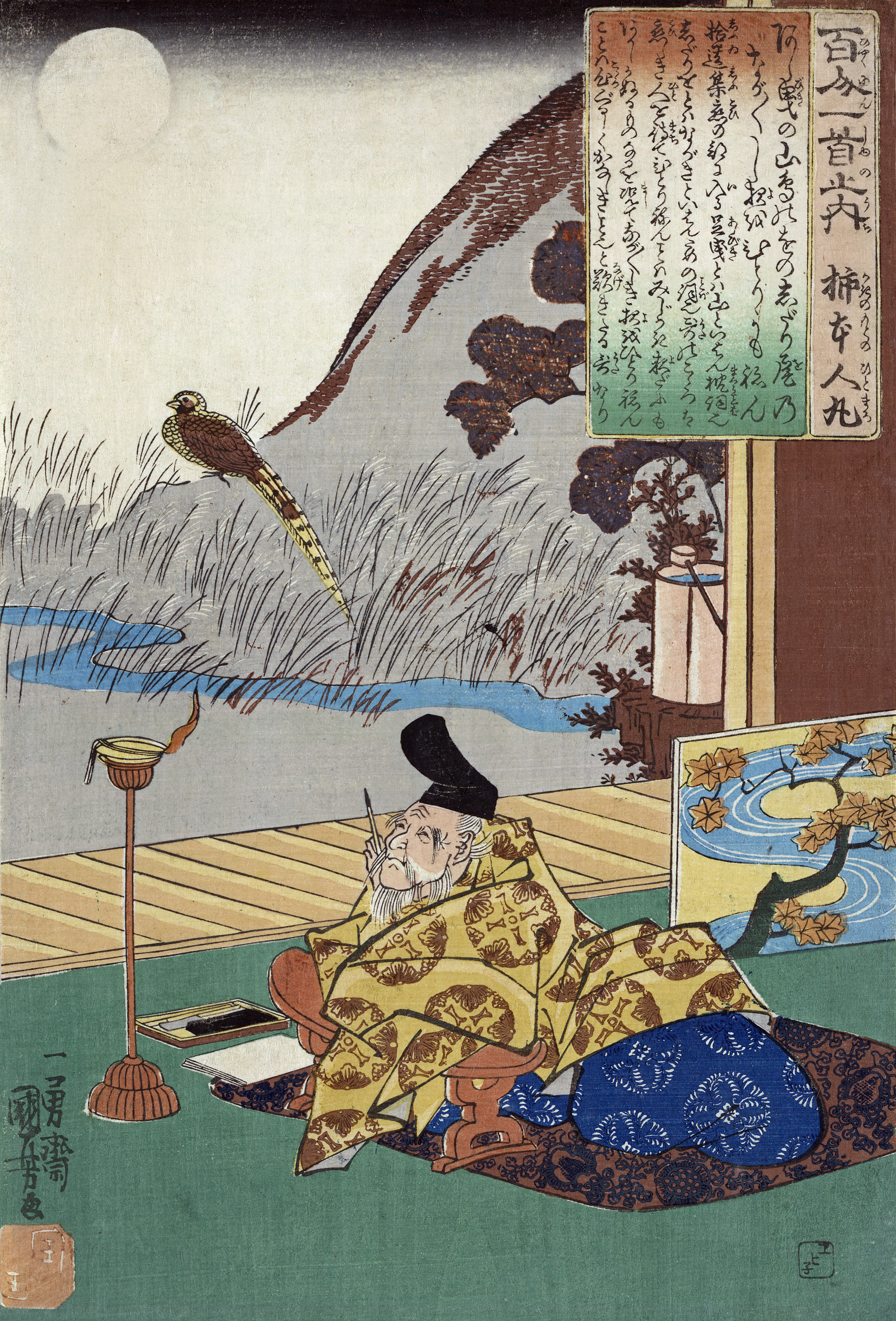
柿本人麻呂（歌川国芳画）

### 終焉の地
その終焉の地も定かではない。有力な説とされているのが、現在の島根県益田市（旧・石見国）である。地元では人麻呂の終焉の地としては既成事実としてとらえ、高津柿本神社としてその偉業を称えている。しかし人麻呂が没したとされる場所は、益田市沖合にあったとされる、鴨島である。「あった」とされるのは、現代にはその鴨島が存在していないからである。そのため、後世から鴨島伝説として伝えられた。鴨島があったとされる場所は、中世に地震（万寿地震）と津波があり、水没したといわれる。この伝承と人麻呂の死地との関係性はいずれも伝承の中にあり、県内諸処の説も複雑に絡み合っているため、いわゆる伝説の域を出るものではない。
その他にも、石見に帰る際、島根県安来市の港より船を出したが、近くの仏島で座礁し亡くなったという伝承がある。この島は現在の亀島と言われる小島であるという説や、河砂の堆積により消滅し日立金属安来工場の敷地内にあるとされる説があり、正確な位置は不明になっている。また他にも同県邑智郡美郷町にある湯抱鴨山の地という斎藤茂吉の説があり、益田説を支持した梅原猛の著作（前述）で反論の的になっている。

### 神社
平安時代後期以降、人麻呂は歌人として称えられるだけでなく、和歌の上達などに霊験がある存在として崇拝されるようになった。歌会に、人麻呂の絵姿と歌（人麻呂作と考えられた「ほのぼのと 明石の浦の朝霧に 島隠れ行く 舟をしぞ思ふ」）を掲げて、歌の上達を祈願する人麿影供（えいぐ）が行われるようになった。『十訓抄』などによると、藤原兼房が夢に現れた人麻呂を絵に描かせ、後に藤原顕季がこれを模写して影供を始めたという。
人麻呂を神として祀る神社や祠も各地に建てられた。高津柿本神社や柿本神社 (明石市)が著名である。「ひとまる」から「火止まる」「人産まる」と連想されて、庶民に防火・安全の神とされた例もある。